# Éva Kóczián
Dans le nom hongrois Kóczián Éva, le nom de famille précède le prénom, mais cet article utilise l’ordre habituel en français Éva Kóczián, où le prénom précède le nom.
Éva Kóczián-Földy (née le 25 août 1936 à Budapest) est une pongiste hongroise. Elle a remporté plusieurs médailles mondiales dont un titre en double mixte en 1955 et quatre podiums en simple, entre autres. Elle a été sacrée trois fois championne d'Europe en simple en 1958, 1960 et 1964 ainsi qu'en double en 1966.